# Mustjõgi (Tallinn)

Mustjõgi est un petit fleuve qui se jette dans le golfe de Finlande à Tallinn en Estonie.

## Présentation
Le Mustjõgi est un petit cours d'eau qui s'écoule dans le quartier de Mustjõe.
D'une longueur de 1,4 kilomètres, le fleuve prend source à Lepistik au bord de la rue Laki tänav et se jette dans la baie de Kopli.
Le cours d'eau traverse principalement le l'arrondissement de Kristiine, ainsi que arrondissement de Mustamäe et l'arrondissement d'Haabersti. Une grande partie de son lit est canalisée.
Le bassin versant du Mustjõgi s'étendant sur 13,9 km2 comprend la partie orientale de Mustamäe, comprise entre Silikaat et Järvevana tee, Pärnu mnt, la partie au nord de la voie ferrée et la majeure partie de Lilleküla.

## Histoire
Historiquement, la rivière partait des sources du parc Glehn et des sources de Lepasalu au pied des pentes de Mustamäe.
Mustjõgi était la frontière entre la ville de Tallinn et le Haabersti mõis (et).
Au XXe siècle, un nouveau cours inférieur a été creusé à environ 500 m de l'embouchure du Mustjõgi, dont l'embouchure se trouve à environ 150 mètres au nord-est de l'ancien. La section de l'ancien cours inférieur a été conservée, mais présente un faible débit, car l'eau principale se jette dans la mer le long du nouveau lit.

## Galerie

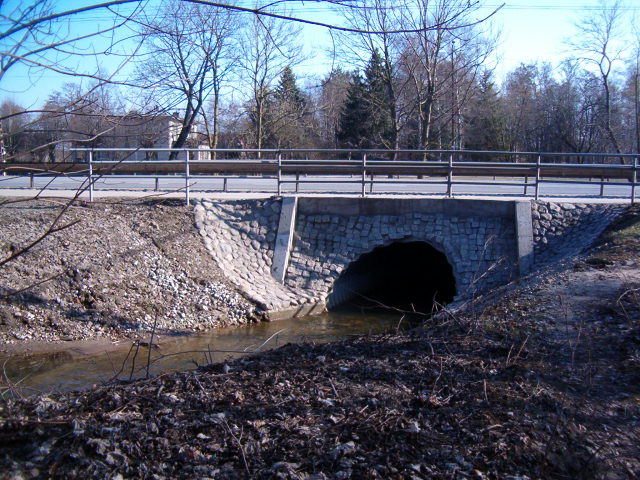
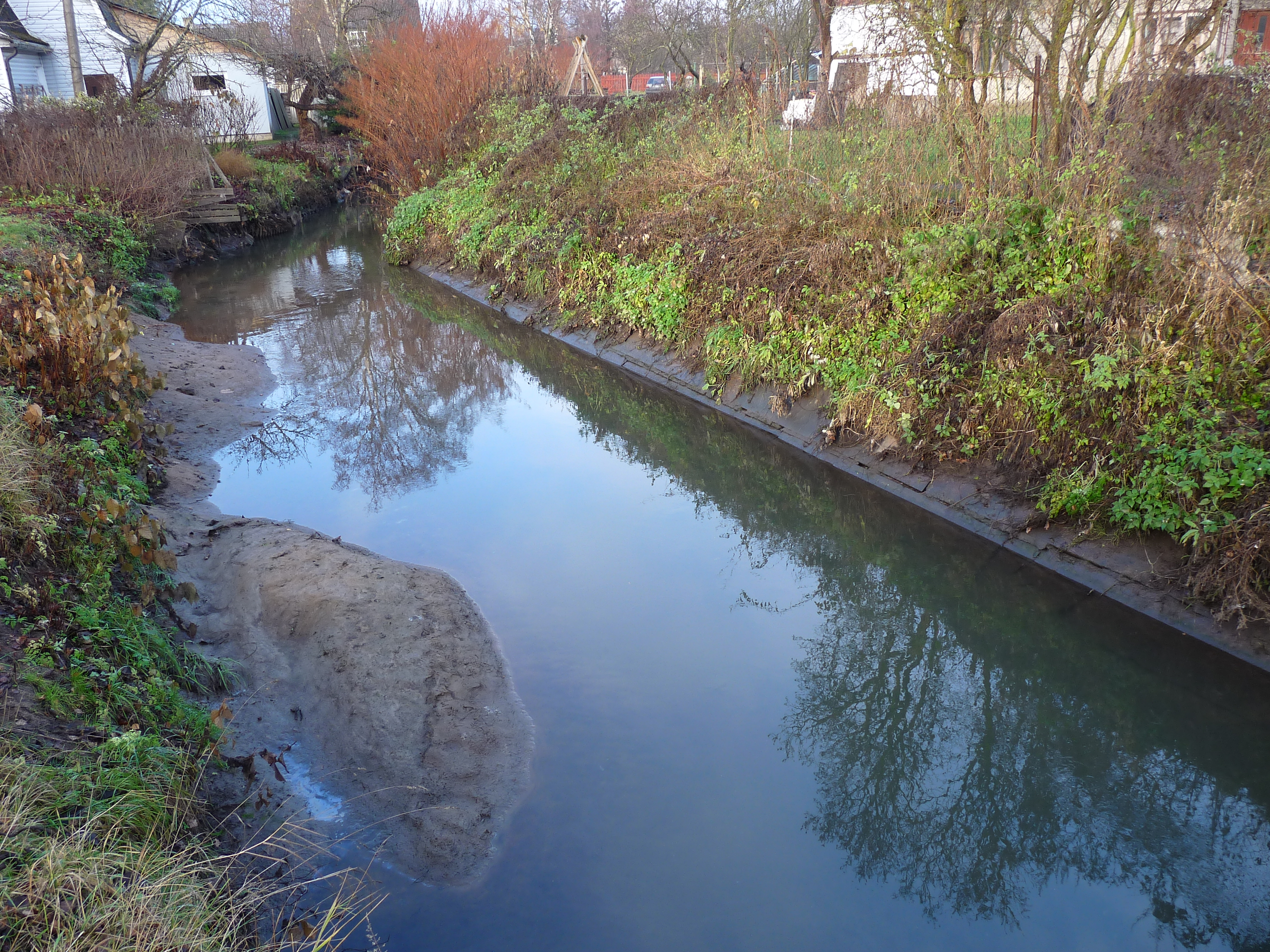
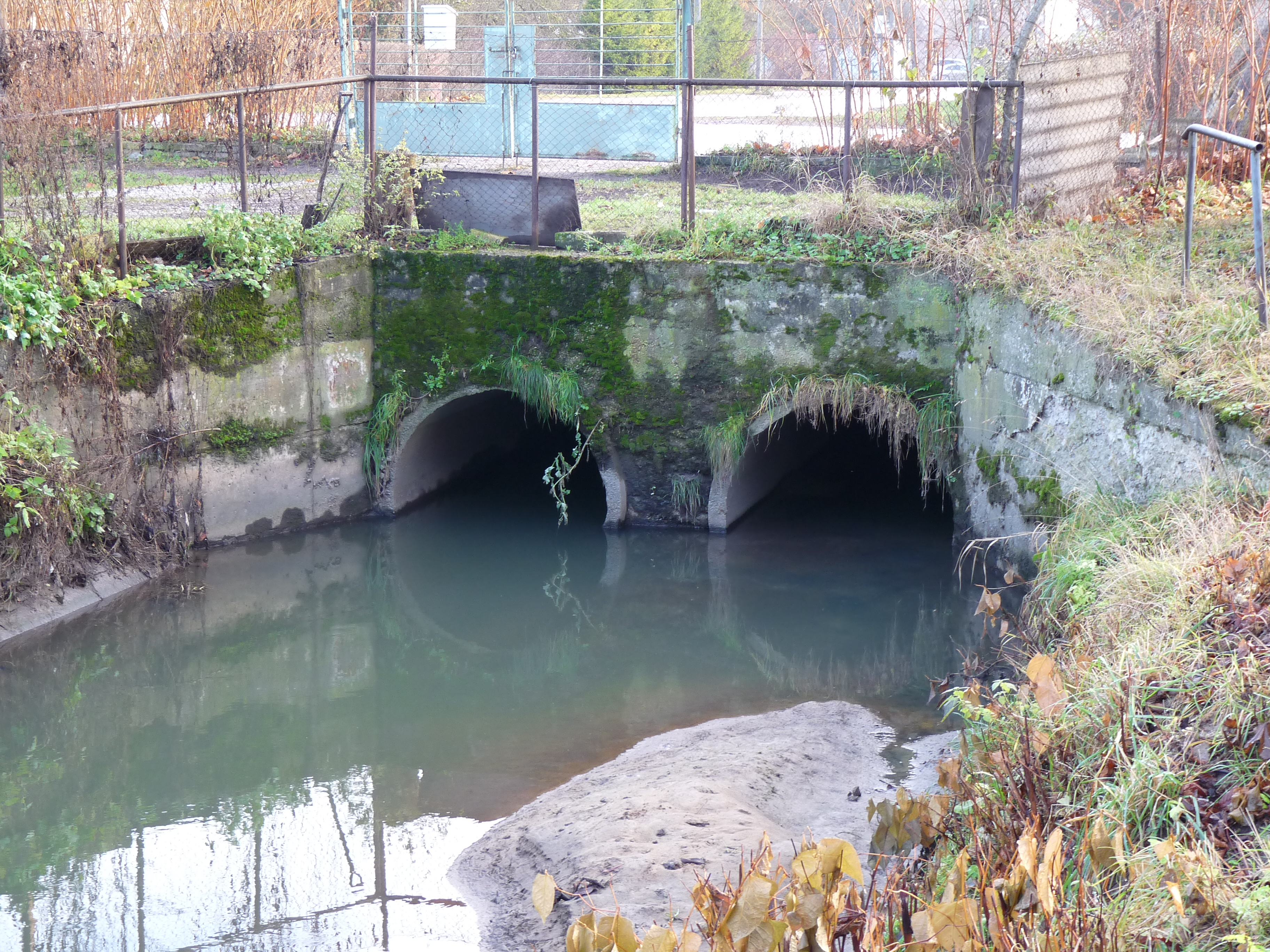
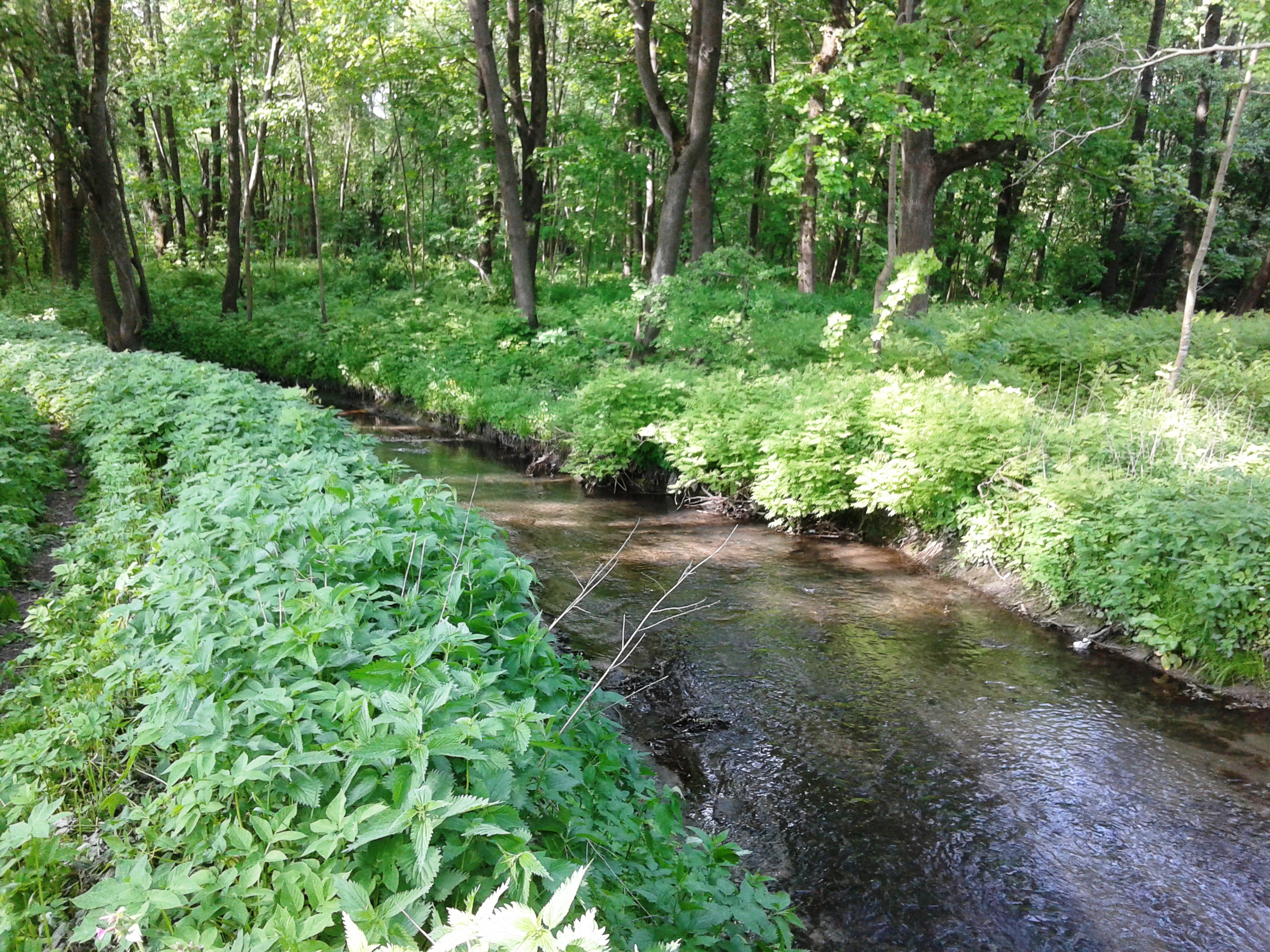